# Anacroneuria flavifacies
Anacroneuria flavifacies är en bäcksländeart som beskrevs av Jewett 1958. Anacroneuria flavifacies ingår i släktet Anacroneuria och familjen jättebäcksländor. Inga underarter finns listade i Catalogue of Life.